# Vicomté de Turenne
La vicomté de Turenne est une ancienne vicomté de France située à cheval sur les départements de la Corrèze, du Lot et de la Dordogne actuels ; son chef-lieu était la petite ville de Turenne.

## Histoire

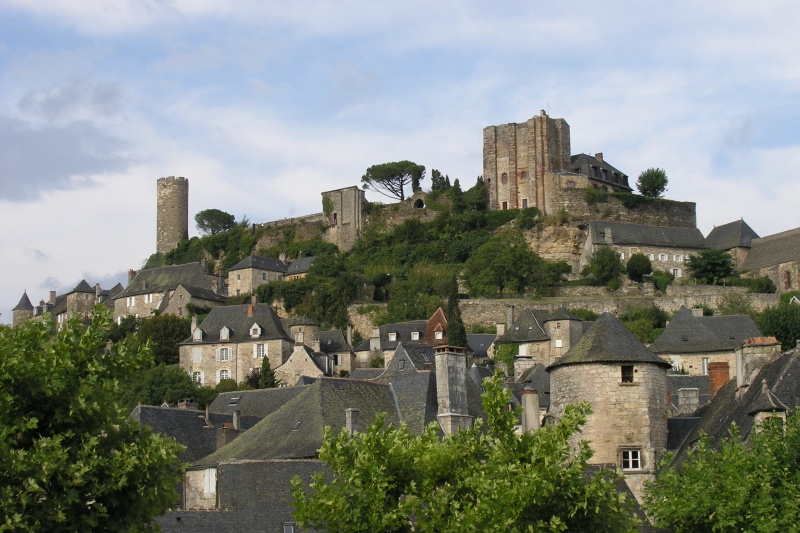
Le château de Turenne.

Une vicaria Torinensis est signalée au VIIe siècle.
Le castrum de Turenne apparaît pour la première fois dans les textes en 767 quand il est attaqué, pris et donné par Pépin le Bref à Immon, premier comte de Quercy.
C'est au IXe siècle (823) qu'apparaissent les premiers vicomtes de Turenne, officiers administratifs.
L'emplacement du premier château de Turenne a été discuté car dans un acte du cartulaire de l'abbaye d'Uzerche concernant un don fait par le vicomte de Turenne Boson Ier, en 1074, on cite un lieu appelé Vieille Turenne (montem qui vocatur Vetula Torena), qui se trouve à 1,5 km au nord-est de Turenne, au-dessus du village de Gondres. L'historiographie situe en ce lieu le château carolingien. Ce serait Archambaud « Jambe Pourrie » qui aurait déplacé le château à son emplacement actuel à la fin du Xe siècle ou son petit-fils Guillaume Ier, dans la première moitié du XIe siècle. L'hypothèse d'un second castrum, coexistant, plus modeste, servant de poste de surveillance, est aussi avancée.
Devenu un véritable État féodal à la suite des Croisades, en profitant de l'affrontement entre Capétiens et Plantagenêts, c'est un des plus grands fiefs de France au XIVe siècle. La vicomté de Turenne jouit du Moyen Âge au XVIIIe siècle d'une grande autonomie. Jusqu'en 1738, les vicomtes, tenus à un simple hommage d'honneur envers le roi de France et exempts d'impôts à son égard, agissent en véritables souverains : ils réunissent des États généraux, lèvent les impôts, battent monnaie, anoblissent, peuvent lever une armée. La vicomté forme un État dans l'État. Ainsi, lorsque le roi interdit dans le royaume la culture du tabac, introduite en Aquitaine en 1560, cette mesure ne s'applique pas à la vicomté, où, au contraire, elle s'intensifie.

## Vicomtes de Turenne
Turenne a vu se succéder quatre familles de vicomtes.
- IXe – XIIIe siècles : Les Comborn, originaires de la vallée de la Vézère. Ils participent activement aux croisades et aux guerres franco-anglaises et obtiennent des privilèges des rois de France.
- 1305(av.)-1350 : Au début du XIVe siècle, par le mariage de l'héritière de la vicomté, Marguerite de Turenne, avec le comte Bernard VIII, la vicomté passe à la maison comtale de Comminges pour près d'un demi-siècle. Trois vicomtes issus de la famille de Comminges se succèdent : Bernard VIII, Jean, puis Cécile, comtesse d'Urgell, qui vend la vicomté en 1350 au pape Clément VI pour établir son neveu Guillaume III Roger de Beaufort.
- 1350-1444 : La famille Roger de Beaufort, dont sont issus deux papes d'Avignon, Clément VI et Grégoire XI, donne deux vicomtes - Guillaume III Roger de Beaufort et Raymond de Turenne, huitième du nom - et deux vicomtesses Antoinette de Turenne et Éléonore de Beaujeu.
- 1444-1738 : En 1444, la vicomté devient la possession de la famille La Tour d'Auvergne, à la suite du mariage d'Anne Roger de Beaufort, vicomtesse de Turenne avec Annet IV de La Tour, seigneur d' Olliergues. À leur apogée, Henri de La Tour d'Auvergne, coreligionnaire et compagnon d'armes du roi Henri IV, devient duc de Bouillon et prince de Sedan ; son fils Henri, maréchal de France, reçoit le surnom de « grand Turenne ».

Sous les La Tour d'Auvergne, la vicomté passe à la Réforme, le calvinisme. Propagée par les bateliers de la Dordogne et sans doute sous l'influence d'Henri Ier, elle se diffuse dans la région. En 1575, après la Saint-Barthélemy, Henri de La Tour s'engage aux côtés d'Henri de Navarre ; Turenne devient une place forte protestante pendant les guerres de Religion. En 1650, la princesse de Condé, en fuite, y trouva refuge, seul évènement marquant de la Fronde en Limousin, appelé, par Marguérite Guély, la folle semaine de Turenne.
- Le 8 mai 1738, Turenne est vendue à Louis XV pour rembourser les dettes de jeu de Charles-Godefroy, le dernier des vicomtes de la famille de La Tour d'Auvergne. Ainsi prend fin la quasi-indépendance du dernier fief français. Les viscomtins, devenus sujets de Louis XV, sont alors contraints à l'impôt et le roi ordonne le démantèlement de la forteresse. À la Révolution, Turenne n'est plus que le siège d'une prévôté royale.

## Possessions de la vicomté
La seigneurie de Turenne occupe un territoire limité par trois provinces et trois évêchés. Jouxtant le Périgord Noir, elle prend appui dès l'origine sur le Bas Limousin et le Quercy. Elle contrôle notamment les transhumances de bétail entre les plateaux du Limousin et ceux du Quercy. Dans sa plus grande extension, au XVe siècle, elle s'étire des environs de Meymac ou de Lapleau (Corrèze), au nord-est, à ceux de Terrasson (Dordogne), à l'ouest, et de Gramat (Lot), au sud. À cette époque, les principales villes fortifiées de la vicomté sont Argentat, Servières, Beaulieu, Gagnac, Martel, Saint-Céré et Turenne ; les remparts entourent également les bastides de Bretenoux et Puybrun, les cités de Carennac, Sousceyrac, Curemonte, Meyssac et Collonges. On dénombre alors environ 100 000 habitants, répartis en 18 500 feux, 111 paroisses et 1 200 villages.